# Pierre Moerlen
Pierre Moerlen (Colmar, 23 de octubre de 1952 - Sainte-Marie-aux-Mines, 3 de mayo de 2005) fue un músico, percusionista y compositor francés, líder de la banda Pierre Moerlen's Gong.

## Biografía
Nació en la ciudad de Colmar, en el departamento de Alto Rin (Alsacia). Estudió piano de 1963 a 1967 con su padre, el famoso organista Maurice Moerlen. En 1967 dejó sus estudios para dedicarse al aprendizaje de percusión clásica y batería en el conservatorio de Estrasburgo con Jean Batigne, fundador de Percussions de Strasbourg. Posteriormente formó varias bandas y trabajó como batería para varias producciones teatrales musicales francesas como Le Marathon de Claude Confortes.
En 1973 se unió a Gong, una banda de jazz-rock vanguardista y experimental, con la que seguiría ligado durante toda su vida y de la que terminaría siendo el alma mater. Su gran habilidad con las percusiones le valdría su colaboración con Percussions de Strasbourg y posteriormente la grabación de varios álbumes con Mike Oldfield. Dentro de la discografía de Oldfield trabaja en la grabación de su álbum Incantations de 1978 y Mike colaboraría con Gong en el álbum Downwind. Durante los años siguientes y hasta 1983 compaginaría las giras de Gong y las de Mike Oldfield.
Durante los ochenta colabora con la banda sueca Tribute y reformaría Gong con la participación de su hermano Benoit a los vibráfonos y de Hansford Rowe al bajo.
En los años 90 se trasladó a Broadway para participar como batería en grandes musicales como Evita, West Side Story, Los miserables, o Jesucristo Superstar.
Tras una fugaz participación con el grupo Brand X, se dedicó a la enseñanza, hasta su muerte el 3 de mayo de 2005.

## Discografía
- 1969 	Roger Siffer's 1st álbum 	Alsacian folk-rock 	Drums
- 1974 	Greasy Truckers 	Gong Live at Dingwalls 	Drums
- 1973 	Gong 	Angel's Egg 	Drums, Percussions
- 1974 	Gong 	You 	Drums, Percussions
- 1975 	Robert Wood 	Vibrarock 	Drums
- 1976 	Gong 	Shamal 	Vibraphone, Tubular Bells
- 1976 	Gong 	Gazeuse! (Expresso in the USA) 	Drums, Percussions, Vibraphone
- 1976 	Gong 	Expresso 	Drums, Percussions, Vibraphone
- 1978 	PM's Gong 	ExpressoII 	Drums, Percussions
- 1975 	Steve Hillage 	Fish Rising 	Drums, Percussions
- 1988 	PM's Gong 	Second Wind 	Drums, Vibraphone
- 1978 	Mike Oldfield 	Incantations 	Drums, Percussion
- 1979 	PM's Gong 	Downwind 	Drums, Percussion
- 1979 	PM's Gong 	Time Is the Key 	Drums, Vibraphone
- 1979 	Mick Taylor 	Mick Taylor 	Drums, Percussion
- 1979 	Mike Oldfield 	Exposed (Live) 	Drums, Vibraphone
- 1979 	Mike Oldfield 	Platinum 	Drums, Percussion
- 1980 	PM's Gong 	Pierre Moerlen's Gong Live 	Drums, Vibraphone
- 1995 	Tribute 	Breaking Barriers 	Drums
- 1993 	Tribute 	Live 	Drums
- 1977 	Gong 	Gong Est Mort, Vive Gong! 	Drums
- 1977 	Gong 	Live Etc. 	Drums, Percussion
- 1981 	PM's Gong 	Leave It Open 	Drums, Percussion, Vocals, Synthesizer
- 1986 	PM's Gong 	Breakthrough 	Drums, Vib
- 1994 	Mike Oldfield 	Platinum/QE2/Five Miles Out 	Drums
- 1988 	Bireli Lagrene 	Inferno 	Timbales
- 1978 	Thin Lizzy 	Live & Dangerous 	Drums
- 1982 	Philip Lynott 	Philip Lynott Album 	Drums
- 1980 	Sally Oldfield 	Celebration 	Timpani
- 1975 	Mike Oldfield 	Ommadawn 	Percussion
- 1973 	Supersister 	Iskander 	Percussion
- 1975 	Slapp Happy 	Desperate Straights 	Timpani
- 1976 	Mike Oldfield 	Boxed [4th LP Collaborations] 	Drums, Percussion
- 1977 	Pekka Pohjola 	Mathematicians Air Display 	Drums, Vibraphone
- 1983 	Mike Oldfield 	Crises 	Drums, Percussion
- 1985 	Mike Oldfield 	Complete Mike Oldfield 	Vibraphone
- 1987 	Mike Oldfield 	Islands 	Drums
- 1983 	Jean-Yves Lievaux 	Transformances 	Drums
- 1995 	Project Lo 	Dabblings in the Darkness 	Drums
- 1997 	Brand X 	Manifest Destiny (USA only) 	Percussion
- 1998 	Gong 	Paragong Live 1973 	Drums
- 1990 	Gong 	Live at Sheffield 74 	Drums
- 1997 	Gong 	You Remixed 	Drums
- 1998 	Gong 	Family Jewels 	Drums
- 1998 	PM's Gong 	Full Circle/ Live 88 	Drums, percussions
- 2002 	PM's Gong 	Pentanine 	Drums, percussions

## Videos
- 1973 	Mike Oldfield 	Tubular Bells at BBC Studios 	Percussion
- 1977	Pierre Moerlen's Gong 	PM's Gong at BBC Studios 	Drums
- 1983 	Mike Oldfield 	Live at Knebworth 	Drums
- 1983 	Mike Oldfield 	Moonlight Shadow (clip) 	Drums